# Арсо Ивановић
Арсо Ивановић (Лалевићи, 20. октобар 1937 — Сан Маркос, 29. децембар 2019) био је српски сликар,  вајар и педагог. У свету познат као изумитељ технике замрзнутог акварела.

## Биографија
Арсо Ивановић je Учитељску академију завршио у Тузли. У Сарајеву је студирао на Филозофском факултету и на Академији ликовних умјетности. По дипломирању 1967. одлази за САД, у Милвоки, где наставља уметничко образовање. Магистрирао је 1972. уљано сликарство и литографију на Универзитету Медисон. Радио је као професор на Техничком колеџу у Милвокију. Поред сликарства, бавио се и вајарством.

## Уметничко дело

### Техника замрзнутог акварела
Техника замрзнутог (кристализованог) акварела је Ивановићева иновациона техника коришћења ситних кристала у боји, који се добију комбиновањем уља и воде, физички некомпатибилних супстанци, под условом да се ради на екстремно ниским температурама. У својим сликама Ивановић је користио оптичку рефракцију која карактерише радове реализоване у техници замрзнутог акварела. Ивановић је стављао мокре слике на хладне температуре и под овим екстремним условима пигмент у боји би се смрзао и кристализовао, стварајући необичан и леп ефекат.
На Светској изложби у Њујорку проглашен је за сликара са најинтересантнијом техником.

Сам Ивановић о својој техници замрзнутог (кристализованог) акварела је изјавио:
"О кристализацији боја сам почео да размишљам пре неких 25 година (1970). Подсвесно сам имао идеју да ту нешто може да се уради. Наиме, док је група студената истраживала неке нове технике сликања, ја сам пришао прозору и посматрао како мраз формира кристале на стаклима. Питао сам се како да бацим те кристале на папир, али под условом да задржим пигмент и уклоним влагу са папира... Тако сам наставио експерименте на ниским температурама, када дође до "експлозије" боја. Урадио сам то у савезу са природом.
Коришћењем технике замрзнутог акварела, код Ивановића боја помаже у стварању медитативног, узбудљивог, асоцијативног осећаја за простор. Слике се уздижу као духови из прошлости у сенци смрзнутих ватромета. За посматрача, резултат може бити романтична меланхолија, чежња или губитак. То је природа сећања, носталгије и реминисценције коју Ивановић настоји да пренесе. Ивановић наводи да му његова техника кристализације омогућава да трансцендира време, простор и стварност. Ово надреалистичко стање он описује као слично „тренутку буђења... прелазном стању између сна и стварности”. Његов резултат је невероватан спој формалних елемената - јединствених ритмова и понављања, јединства и разноликости. То је место чисте, лирске лепоте које шапуће о нематеријалним и неписаним тајнама, потенцијалима и могућностима.
Ивановић је сликао апстрактно и асоцијативно (Композиција у црвеном, Под океаном, Зима у земљи снова, Кроз пламен кристала). Истовремено, у уљу слика надреалне композиције, у којима објекте и фигуре повезује у хармоничне целине, које, обасјане светлосном ауром, припадају ванвременској и ванпросторној димензији, где се прошлост, садашњост и будућност спајају у нултој тачки. Одликују их интензивне боје: наранџасто-црвена, „отровно зелена”..., или пригушена скала пригушених тонова (Талас снова, Рођење у плавом, Изгубљена љубав сликара).

### Самосталне изложбе
- Милвоки;
- Шервуд;
- Титоград;
- Београд;
- Нови Сад;
- Сарајево;
- Њујорк;
- Медисон;
- Вест Елис;
- Чикаго;
- Свети Стефан;
- Вест Бенд;
- Тиват;
- Херцег Нови.

### Групне изложбе
- Милвоки;
- Вест Елис;
- Париз;
- Чикаго;
- Кармел, Израел;
- Вест Бенд ;
- Нови Мексико;
- Бредфорд, Енглеска (Светско бијенале графике, 1976);
- Њујорк (Светска изложба „Џејкоб Џејкобитис“, 1986).